# 廣州市番禺區大龍中學
廣州市番禺區大龍中學，原名廣州市番禺區石碁第三中學，為廣州市的一所中學校。位於廣州市番禺區石碁鎮城區大道1號，創建於1996年9月。

## 榮譽
- 廣州市示範性普通高中
- 廣州市教育裝備先進學校
- 廣州市勞技教育先進學校
- 廣州地區花園式單位
- 廣州市綠色學校
- 廣東省一級學校
- 廣州市學校民主管理工作星級單位
- 農村信息化示範學校